# Harpalyce brasiliana
Harpalyce brasiliana är en ärtväxtart som beskrevs av George Bentham. Harpalyce brasiliana ingår i släktet Harpalyce och familjen ärtväxter.

## Underarter
Arten delas in i följande underarter:
- H. b. brasiliana
- H. b. sericea